# Кампомаджоре
Кампомаджо̀ре (на италиански: Campomaggiore) е село и община в Южна Италия, провинция Потенца, регион Базиликата. Разположено е на 808 m надморска височина. Населението на общината е 833 души (към 2012 г.).